# Claudius Gothicus

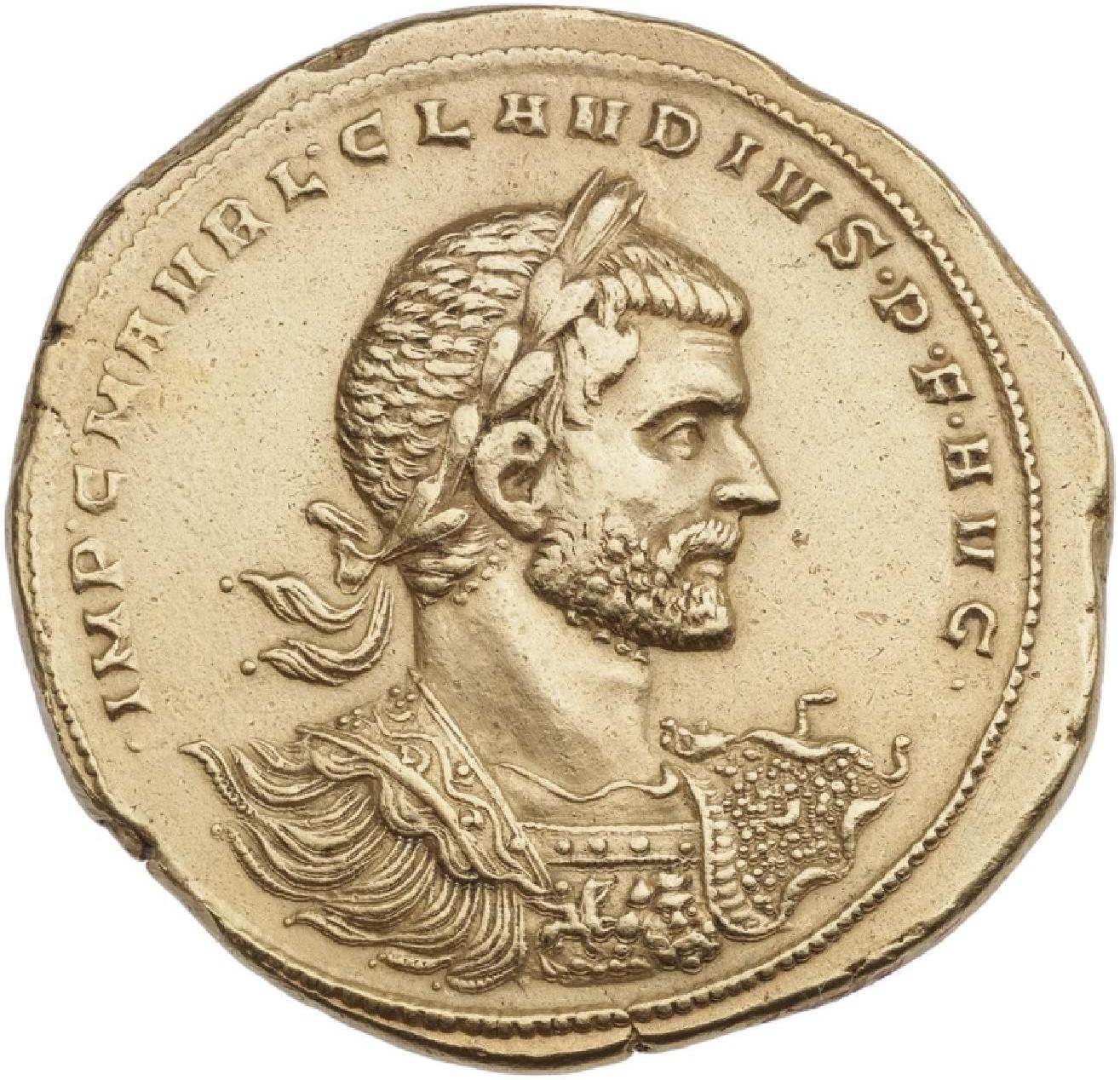
AV-Medaillon zu 8 Aurei des Claudius Gothicus mit der vollständigen Titulatur: Imp(erator) C(aesar) M(arcus) Aur(e)l(ius) Claudius P(ius) F(elix) Aug(ustus)

Claudius Gothicus (* um 214; † 270) war von 268 bis 270 römischer Kaiser. Sein vollständiger Name wird in den weitaus meisten Inschriften und Münzen als Marcus Aurelius Claudius angegeben, doch ist vereinzelt auch Marcus Aurelius Valerius Claudius bezeugt. Der Beiname Gothicus ist nicht zeitgenössisch. In der modernen Forschung wird er teils auch als Claudius II. bezeichnet.

## Leben
Claudius wurde wohl am 10. Mai 214 im Illyricum geboren. Im September oder Oktober 268 bestieg er den Thron, nachdem er an der Ermordung seines Vorgängers Gallienus beteiligt war.
Trotz der Kürze seiner Regierungszeit verzeichnete er große Erfolge (zu den Hintergründen siehe Reichskrise des 3. Jahrhunderts). 268 fielen die Alamannen von Norden nach Italien ein, doch Claudius konnte sie im November 268 in der Schlacht am Lacus Benacus, dem heutigen Gardasee, vernichtend schlagen. Fortan durfte er den Ehrentitel Germanicus Maximus tragen. Er vertrieb 269 auch die Goten, die nach Illyricum und Pannonien eingedrungen waren und den Peloponnes besetzt hielten, in der Schlacht bei Naissus (heute Niš) gemeinsam mit dem späteren Kaiser Aurelian für ein ganzes Jahrhundert aus dem Reich und drängte sie hinter die Donau. Diese Schlacht brachte ihm auch seinen Beinamen Gothicus ein.
Nachdem er das Kommando im Gotenkrieg an Aurelian abgetreten hatte, brach er Ende des Jahres 269 erneut nach Pannonien auf, um die Vandalen zu besiegen. Doch er erkrankte an der „Cyprianischen Pest“ und starb im August 270 im Alter von etwa 56 Jahren. Sein Nachfolger wurde – vorgeblich gegen seinen Willen – sein Bruder Quintillus.
Beim Senat war Claudius im Gegensatz zu seinem Vorgänger, glaubt man den späteren Quellen, beliebt, denn Gallienus hatte den Senatoren jegliche militärische Befehlsgewalt verweigert. Allerdings nahm auch Claudius diese Maßnahmen nicht zurück. Aufgrund seiner großen Verdienste um das Römische Reich (und auf Druck des Quintillus) divinisierte ihn der Senat nach seinem Tod als Divus Claudius.
Der Geschichtsschreiber Dexippos behandelte die Zeit des Claudius in zwei Geschichtswerken: In einer universalgeschichtlich angelegten Chronik sowie in einer Geschichte der römischen Gotenkriege (Skythika); von beiden Werken sind jedoch nur wenige Fragmente erhalten. Möglicherweise hat der anonyme Autor der (gerade für diese Zeit sehr unzuverlässigen) Historia Augusta aber Dexippos als eine Quelle seiner Vita des Claudius benutzt.
Im frühen 4. Jahrhundert wurde zur Legitimation des Kaisertums Konstantins eine fiktive Abkunft seines Geschlechts von Claudius Gothicus konstruiert. Dies macht es schwierig, die kurze Herrschaft des Kaisers zu bewerten, da die entsprechenden Quellen sämtlich aus einer Zeit stammen, die ein Interesse daran hatte, den angeblichen Vorfahren Konstantins zu idealisieren.